# Knox County (Kentucky)
Knox County is een county in de Amerikaanse staat Kentucky.
De county heeft een landoppervlakte van 1.004 km² en telt 31.795 inwoners (volkstelling 2000). De hoofdplaats is Barbourville.

## Bevolkingsontwikkeling

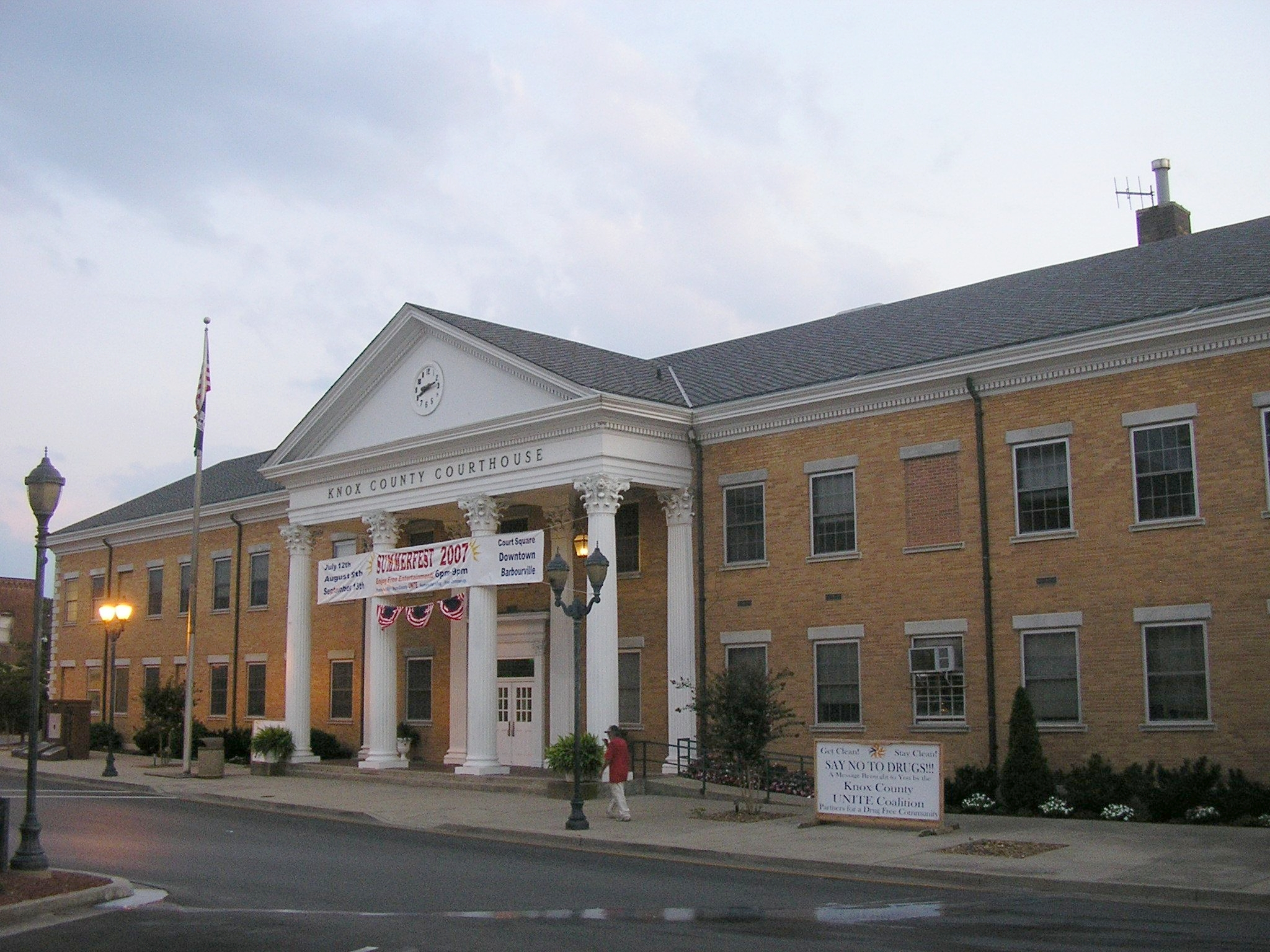
Knox County Courthouse